# Epania iriei
Epania iriei là một loài bọ cánh cứng trong họ Cerambycidae.